# قزوین تپه
قزوین تپه یا تپه ضیاءآباد  مربوط به دوران‌های تاریخی پس از اسلام است و در روستای حیدریه، ۱۳۰ متری غرب پل صفوی واقع شده و این اثر در تاریخ ۳ بهمن ۱۳۷۹ با شمارهٔ ثبت ۲۹۹۹ به‌عنوان یکی از آثار ملی ایران به ثبت رسیده است.